# Cymbiodyta punctatostriata
Cymbiodyta punctatostriata är en skalbaggsart som först beskrevs av Horn 1873.  Cymbiodyta punctatostriata ingår i släktet Cymbiodyta och familjen palpbaggar. Inga underarter finns listade i Catalogue of Life.